# Kultura bezpieczeństwa
Kultura bezpieczeństwa – zbiór praktyk stosowanych przez współczesny ruch anarchistyczny w celu uniknięcia lub złagodzenia skutków policyjnej inwigilacji i nękania oraz kontroli państwa.

## Założenia
Kultura bezpieczeństwa uznaje możliwość, że przestrzenie i ruchy anarchistyczne są badane i/lub infiltrowane przez informatorów lub tajnych agentów. Składa się z trzech elementów: określania, kiedy i w jaki sposób odbywa się inwigilacja, ochrony społeczności anarchistycznych w przypadku wystąpienia infiltracji oraz reagowania na naruszenia bezpieczeństwa. Jej początki są niepewne, chociaż niektórzy anarchiści identyfikują jej genezę w nowych ruchach społecznych lat sześćdziesiątych, które były celem projektów COINTELPRO Federalnego Biura Śledczego. Socjolog Christine M. Robinson zidentyfikowała kulturę bezpieczeństwa jako odpowiedź na postrzeganie anarchistów jako terrorystów w następstwie zamachów z 11 września 2001.
Geograf Nathan L. Clough opisuje kulturę bezpieczeństwa jako „technikę kultywowania nowej struktury afektywnej”. Politolog Sean Parson proponuje następującą definicję: „kultura bezpieczeństwa… obejmuje takie zasady, jak nieujawnianie władzom pełnych nazwisk, historii swoich działaczy czy czegokolwiek innego, co mogłoby posłużyć do zidentyfikowania siebie lub innych. Celem kultury bezpieczeństwa jest osłabienie wpływu infiltratorów i donosicieli, co pozwala grupom na łatwiejsze angażowanie się w nielegalne działania z mniejszymi zmartwieniami o aresztowanie”.
Kultura bezpieczeństwa nie polega na rezygnacji z konfrontacyjnej taktyki politycznej, ale raczej na unikaniu przechwalania się takimi czynami, ponieważ ułatwia ukierunkowanie i przekonanie działaczy anarchistycznych. Zwolennicy kultury bezpieczeństwa dążą do tego, aby jej praktyki były instynktowne, automatyczne lub nieświadome. Uczestnicy ruchów anarchistycznych uważają kulturę bezpieczeństwa za niezbędną dla ich zdolności do funkcjonowania, zwłaszcza w kontekście zainicjowanej przez Stany Zjednoczone wojny z terroryzmem.

## Charakterystyka
Kultura bezpieczeństwa reguluje, jakie tematy można omawiać, w jakim kontekście i wśród kogo. Zakazuje ona zwracania się do organów ścigania, a niektóre media i miejsca są określane jako stanowiące zagrożenie dla bezpieczeństwa; zakłada się, że Internet, telefon i poczta, domy i pojazdy osób prywatnych oraz miejsca spotkań społecznych zawierają ukryte urządzenia do podsłuchu. Kultura bezpieczeństwa zakazuje lub zniechęca do omawiania udziału w nielegalnych lub tajnych działaniach. Dopuszcza się jednak trzy wyjątki: omawianie planów z innymi zaangażowanymi osobami, omawianie działań przestępczych, za które ktoś został skazany, oraz omawianie przeszłych działań anonimowo w zinach lub z zaufanymi mediami. Robinson określa taktykę czarnego bloku, w której anarchiści zakrywają twarze i noszą czarne ubrania, jako element kultury bezpieczeństwa. Inne praktyki obejmują używanie pseudonimów oraz „odwracanie uwagi w celu śledzenia innych organów”. Naruszeniom kultury bezpieczeństwa można przeciwdziałać poprzez unikanie, izolowanie lub omijanie osób za nie odpowiedzialnych.

## Republikańska Konwencja Narodowa
W swojej rozprawie na temat kultury bezpieczeństwa podczas protestów wokół Republikańskiej Konwencji Narodowej (RNC) w 2008. Clough zauważa, że „strach przed inwigilacją i infiltracją zmniejszył zaufanie wśród działaczy i doprowadził do skierowania energii na środki zaradcze”. Sugeruje również, że praktyki kultury bezpieczeństwa mogą sprawić, że nowsi uczestnicy ruchów będą się czuć mniej mile widziani lub mniej ufni, a tym samym mniej skłonni do angażowania się w sprawy, a w kontekście RNC w 2008 uniemożliwiające tym, którzy nie przestrzegali norm anarchistycznych, zajęcie prominentnych pozycji w Komitecie Powitalnym RNC będącym inicjatywą protestacyjną. Oceniając rolę kultury bezpieczeństwa w mobilizacji anty-RNC, która została zinfiltrowana przez czterech funkcjonariuszy policji, Clough stwierdza, że miała ona „mieszane skutki”, udaremniając krótkookresowe infiltracje działające na peryferiach ruchu, ale nie uniemożliwiając zdobycia zaufania innych.